# Eutyctus deserti
Eutyctus deserti är en skalbaggsart som beskrevs av Semenow 1889. Eutyctus deserti ingår i släktet Eutyctus och familjen Dynastidae. Inga underarter finns listade i Catalogue of Life.